# Ils rêvaient des dimanches
Ils rêvaient des dimanches est un roman de Christian Signol publié en 2008.

## Résumé
Germain, grand-père de l'auteur, est né en 1897 en Corrèze. Il est élevé par Louise car sa mère Eugénie travaille à Paris après avoir fauté avec le fils du château où elle travaillait. Elle revient quand il a sept ans. Elle « achète » un mari, Julien, sur les causses, avec une ferme, et des dettes. Elle reprend Germain qui change de nom. Matin et soir, il va chercher de l'eau avec Eugénie à plusieurs kilomètres et participe à tous les travaux de la ferme. Julien meurt, puis Eugénie accouche d'un autre Julien. Ne pouvant garder Germain, elle le place dans une ferme à 9 ans, où il doit gagner sa vie. Il rentre chez Eugénie à 13 ans car on le bat. Il embauche chez Louis, boulanger dans la vallée et quitte ainsi la terre. Il y fait les feux de genévrier et de chêne. Louis boit 5 litres de vin par nuit ! Louis arrête quand Germain a 16 ans et il revient chez Eugénie. En 1913, à 16 ans, il embauche chez le boulanger Gustave. En aout 1914, Gustave et Germain vont moissonner pour remplacer les mobilisés. Germain est mobilisé en 1916. Il revient en 1918 à la suite d'une blessure et épouse Germaine. En 1919, il embauche dans une boulangerie de Brive mais est viré pour syndicalisme. Il rembauche à Toulouse et Germaine fait des ménages. Elle a Noëlle, mère de Ch en 1921. En 1922, il loue une boulangerie à Beyssac et coupe son bois à moitié le dimanche après-midi. Ils ont Jean en 1925 et Georgette en 1929. En 1934, ils font construire. En 1939, Noëlle épouse André. En 1943, André est convoqué par le STO mais va au maquis. En 1947, Germain construit une maison pour devenir fermier. En 1949, Jean prend la boulangerie en gérance. Rompu, Germain cesse toute activité en 1962, et meurt en 1994.